# Лидийцы

Лидия в середине VI века до н. э.

Лидийцы, или меоны, — исчезнувший народ, говоривший на лидийском языке лувийской подгруппы анатолийской группы (или ветви) индоевропейских языков. Лидийцами их называли ассирийцы и греки, а самоназванием было «меоны», ещё одним самоназванием было «сфардены». В хеттских летописях страна называлась Маса, учёные видят в этом более древнюю форму названия Меонии. По Ксанфу Лидийскому первым царём меонов был Атий, у которого было два сына: Лид и Торреб. Они разделились на лидийцев и торребов.
В исторический период лидийцы проживали в области Лидия на западе Анатолии. Р. Беекес полагал, что в период Троянской войны лидийцы, известные у Гомера как меоны, обитали намного севернее, на северо-западе Анатолии, в области Маса, локализация которой до настоящего времени является предметом споров.
В более широком смысле термин «лидийцы» включал всё население Лидии в античный период, включая автохтонные дохеттские народы. Так, древнегреческие авторы включают в состав лидийцев и этрусков, чьё происхождение из Малой Азии по современным данным представляется вполне вероятным, однако язык которых не имеет ничего общего с лидийским. В любом случае, лидийцы — потомки одного из постхеттских государств — были в Лидии доминирующим народом вплоть до завоевания Лидии персами.
Рост могущества лидийцев начался вместе с сокрушением царства фригийцев в VII веке до н. э. Под властью династии Мермнадов, которая началась в 680 году до н. э. с правления Гига, лидийцы распространили своё господство от восточного ионийского побережья и до реки Галис. Столицей лидийцев был город Сарды. В 630 году до н. э. на лидийцев напали киммерийцы, которым удалось захватить Сарды около 652 года до н. э. Гиг умер во время оборонительной кампании.
В начале VI веке до н. э. в годы правления царя Алиатта Лидийское царство достигает кульминации в своём развитии. Война против мидийцев была прекращена из-за солнечного затмения 28 мая 585 года до н. э. Затмение предсказал Фалес Милетский, и оно произошло именно в предсказанный срок. После этой войны река Галис стала границей между лидийцами и мидийцами. На западе Алиатт завоевал области вплоть до Ликии. К этому моменту по своей мощи Лидия могла сравниться с Мидией, Вавилоном и Египтом.
Наследник Алиатта, царь Крёз, в 547 году до н. э. перешёл Галис и напал на персов, захвативших к тому времени Мидию. Как сообщает Геродот, посвятивший лидийцам немало места в «Истории», дельфийский оракул пообещал Крёзу, что он сокрушит великое царство. Как оказалось, Крёз неправильно понял пророчество — в результате войны сокрушена была сама Лидия. В 546 году до н. э. персы захватили Лидию и превратили её в свою сатрапию.
В античных источниках лидийцам приписывается чеканка первых монет. Первые обнаруженные в Лидии монеты относятся к VII веку до н. э. Геродот называет лидийца Пифия самым богатым человеком своего времени после персидского царя Ксеркса I.